# Lumene

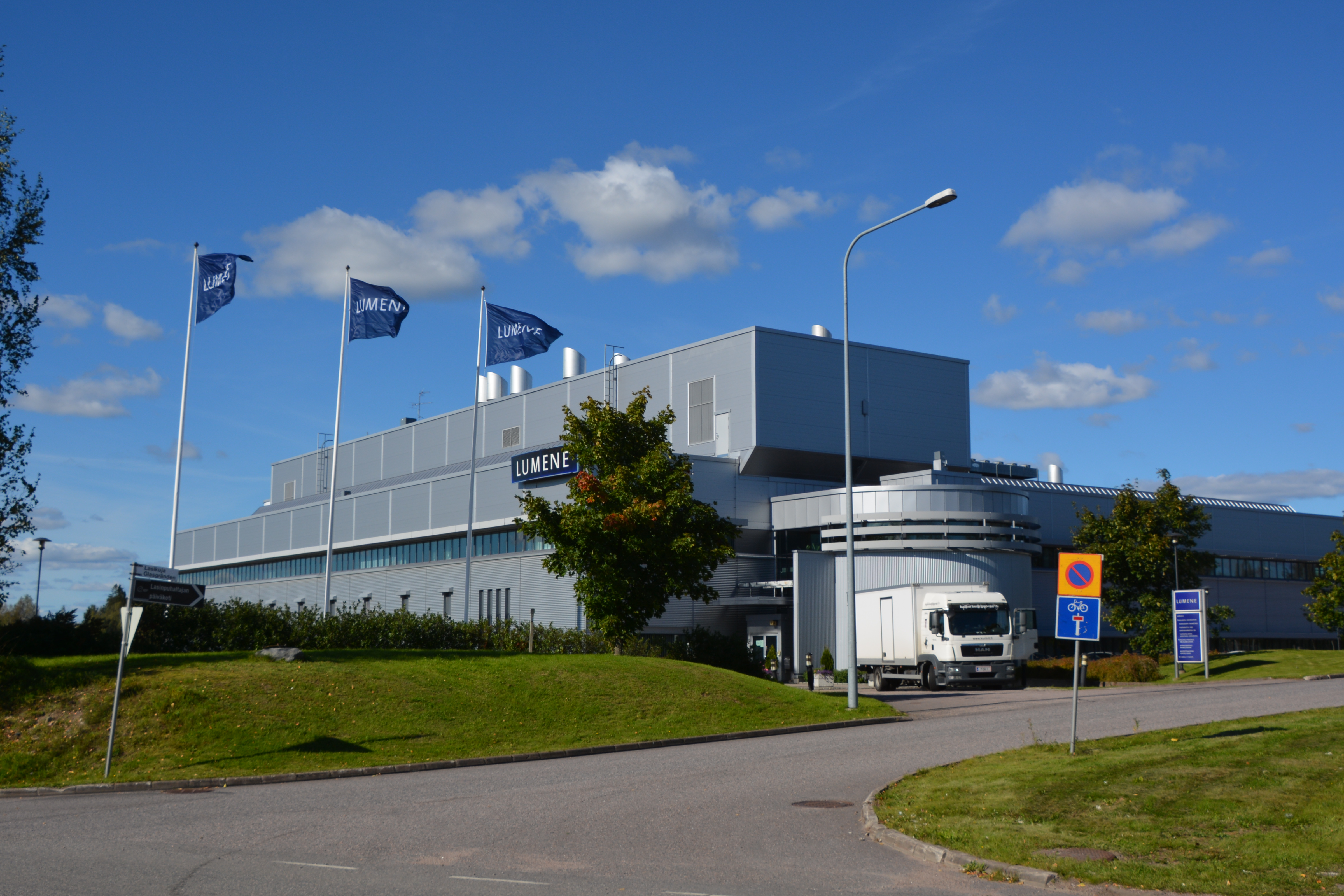
Lumene-Fabrik in Kauklahti

Lumene ist ein Hersteller von Hautpflege- und Kosmetikprodukten aus Finnland mit Hauptsitz in Espoo. Das Unternehmen wurde 1948 gegründet. Mit über 1700 Produktlinien ist Lumene der führende Hersteller seiner Branche in Finnland. Der Name Lumene stammt vom finnischen See Lummenne.